# زنگ‌مرغ ریش‌دار
زنگ‌مرغ ریش‌دار (نام علمی: Procnias averano) که با نام کمپانرو یا پرنده سندان نیز شناخته می‌شود، یک پرنده گنجشک‌سان است که در شمال آمریکای جنوبی زندگی می‌کند. نر حدود ۲۸ سانتیمتر (۱۱ اینچ) طول دارد و پرهای سفید جدا از سر قهوه‌ای و بال‌های سیاه است. در گلویش چندین غبغب سیاه و بدون پر آویزان است. ماده کمی کوچک‌تر با سر و روتنه سبز زیتونی، زیرتنه زردرنگ با رنگ سبز و یک زیردم زرد است. نر صدای چکش فلزی بلند و مکرر و همچنین صداهای مختلف دیگری دارد.